# 사카에촌 (미에현)
사카에촌(栄村)은 일본 미에현 가와게군에 설치되었던 촌이다. 현재의 스즈카시의 남동단, 이세만 연안에 해당한다.